# Paul Fenton (Eishockeyspieler)
Paul John Fenton (* 22. Dezember 1959 in Springfield, Massachusetts) ist ein ehemaliger US-amerikanischer Eishockeyspieler und -scout sowie derzeitiger -funktionär, der im Verlauf seiner aktiven Karriere zwischen 1979 und 1992 unter anderem 428 Spiele für die Hartford Whalers, New York Rangers, Los Angeles Kings, Winnipeg Jets, Toronto Maple Leafs, Calgary Flames und San Jose Sharks in der National Hockey League auf der Position des linken Flügelstürmers bestritten hat. Einen Großteil verbrachte er zudem in der American Hockey League, wo er zweimal in eines der beiden All-Star Teams berufen wurde. Von Mai 2018 bis Juli 2019 war Fenton als General Manager bei den Minnesota Wild in der NHL tätig.

## Karriere
Fenton spielte zunächst vier Jahre lang von 1978 bis 1982 an der Boston University in der National Collegiate Athletic Association ohne mit großartigen Leistungen zu glänzen. Ungedraftet wechselte er zur Saison 1982/83 in die International Hockey League zu den Peoria Prancers. Dort überzeugte er mit einer 111-Punkte-Saison, die ihm die Nominierung für das Second All-Star Team der Liga und den Gewinn der Ken McKenzie Trophy für den besten US-amerikanischen Rookie einbrachte. Als weitere Folge unterbreiteten ihm die Hartford Whalers aus der National Hockey League einen Profivertrag für die Spielzeit 1983/84.
Die Whalers setzten den US-Amerikaner in der ersten Saison ausschließlich in ihrem American-Hockey-League-Farmteam bei den Binghamton Whalers ein. Erst zur Saison 1984/85 schaffte der linke Flügelstürmer den Sprung in den NHL-Kader, konnte sich dort aber, wie auch in der darauffolgenden Spielzeit, nicht etablieren und wurde immer wieder in die AHL abgeschoben. Dort wurde er zum Ende des Spieljahres 1985/86 ins First All-Star Team berufen. Im Sommer 1986 wechselte der Defensivstürmer als Free Agent zu den New York Rangers, wo er sich aber vorerst ebenfalls nur einen Stammplatz im Kader des Farmteams erarbeiten konnte. In zwei Spielzeiten lief er in lediglich acht Spielen für die Rangers in der NHL auf. Im Rahmen des NHL Waiver Draft im Oktober 1987 wählten ihn die Los Angeles Kings aus. Bei den Kings schaffte Fenton einen Platz im Stammkader des NHL-Teams zu erhalten und spielte dort bis in die Saison 1988/89 hinein, ehe er im Tausch für Gilles Hamel zu den Winnipeg Jets transferiert wurde, die ihn nach fast genau zwei Jahren zu den Toronto Maple Leafs abgaben. In Winnipeg hatte er in der Spielzeit 1989/90 seine beste NHL-Saison mit 50 Punkten in 80 Spielen. Die Maple Leafs schickten ihn nach nur drei Monaten zu den Washington Capitals, die ihn noch am gleichen Tag weiter zu den Calgary Flames transferierten. Somit stand Fenton während der Saison 1990/91 bei vier NHL-Franchises unter Vertrag und lief für drei von diesen auf. Im August 1991 wechselte Fenton erneut. Diesmal zurück zu den Hartford Whalers, die ihn aber kurz nach dem Saisonstart zu den neu gegründeten San Jose Sharks schickten. Dort beendete er nach der Saison 1991/92 im Alter von 32 Jahren seine Karriere.
Nach seinem aktiven Karriereende verpflichteten ihn die Mighty Ducks of Anaheim als Scout. In dieser Position blieb er drei Jahre, ehe er zum Chefscout ernannt wurde. Während seiner insgesamt fünfjährigen Amtszeit in Anaheim war er unter anderem an den Verpflichtungen von Paul Kariya und Steve Rucchin via Drafts und von Teemu Selänne beteiligt. Zur Saison 1998/99 übernahm Fenton den Posten des Spielerpersonal-Direktors bei den neu gegründeten Nashville Predators, den er acht Jahre lang ausübte. Vor der Spielzeit 2006/07, am 5. Juni 2006, wurde er zum Assistenz-General Manager befördert. Diese Position hatte er unter David Poile bis zum Ende der Spielzeit 2017/18 inne, als er zum neuen General Manager der Minnesota Wild ernannt wurde und dort die Nachfolge von Chuck Fletcher antrat. Bei den Wild tätigte er einige umstrittene Transfers, beispielsweise den Tausch von Nino Niederreiter für Victor Rask oder Mikael Granlund für Kevin Fiala, ehe er bereits am Ende seiner ersten Spielzeit im Juli 2019 wieder entlassen wurde.
Fenton kehrte daraufhin in seine alte Anstellung als Scout bei den Columbus Blue Jackets zurück, die er jedoch nach nur einem Jahr wieder verließ und gemeinsam mit seinem Sohn P. J. in die Organisation der Florida Panthers wechselte. Dort wurde er als Berater angestellt.

### International
Fenton nahm mit der US-amerikanischen Nationalmannschaft an den Eishockey-Weltmeisterschaften 1985 und 1989 teil. Eine Medaille konnte er dabei nicht erringen. Insgesamt bestritt er 19 Spiele, in denen er sieben Punkte verbuchte.

## Erfolge und Auszeichnungen
- 1983 Ken McKenzie Trophy
- 1983 IHL Second All-Star Team
- 1986 AHL First All-Star Team
- 1987 AHL Second All-Star Team

## Karrierestatistik

### International
Vertrat die USA bei:
- Weltmeisterschaft 1985
- Weltmeisterschaft 1989

(Legende zur Spielerstatistik: Sp oder GP = absolvierte Spiele; T oder G = erzielte Tore; V oder A = erzielte Assists; Pkt oder Pts = erzielte Scorerpunkte; SM oder PIM = erhaltene Strafminuten; +/− = Plus/Minus-Bilanz; PP = erzielte Überzahltore; SH = erzielte Unterzahltore; GW = erzielte Siegtore; 1 Play-downs/Relegation; Kursiv: Statistik nicht vollständig)

## Familie
Sein Sohn P. J. war ebenfalls Eishockeyspieler und wurde beim NHL Entry Draft 2005 in der fünften Runde an 162. Position von den San Jose Sharks, dem letzten NHL-Klub seines Vaters, ausgewählt.